# Asentamiento de tipo urbano

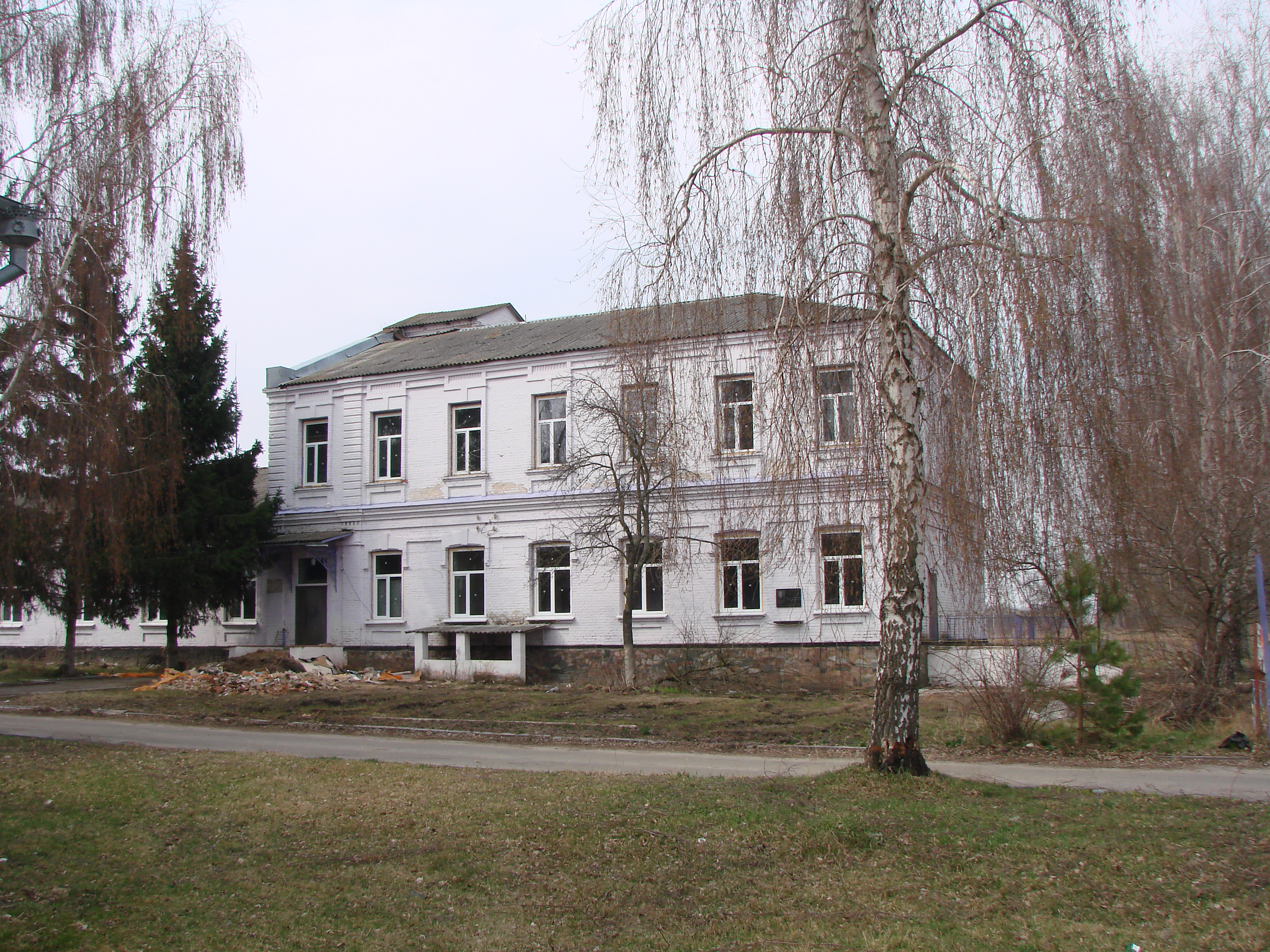
Asentamiento de tipo urbano en la Unión Soviética.

Un asentamiento de tipo urbano (en ruso: посёлок городского типа; en ucraniano: селище міського типу) es una designación oficial para cierto tipo de localidades urbanas en algunos países de la antigua Unión Soviética. Por el número de habitantes que está entre una ciudad y un pueblo (село).
A diferencia de un pueblo en localidades de este tipo la mayor parte de la población no se dedica a la agricultura. Durante el periodo soviético en los asentamientos de tipo urbano el número mínimo de habitantes fue de 3000 personas, mientras que para ciudades el número ascendía a 12 000. En muchas ocasiones estas localidades surgían alrededor de una corporación o fábrica.
Hoy la mayoría de asentamientos de tipo urbano se encuentran en Rusia y Bielorrusia. El número de habitantes varía entre menos de cien y 43 000 personas.
Ucrania ha cancelado este designación como parte del proceso de descomunización en 2023.

## Tipos
- Asentamientos de trabajo (en ruso: рабочий посёлок), principalmente población urbana dedicada a la manufactura industrial.
- Asentamiento suburbano (dachas) (en ruso: дачный посёлок), normalmente, asentamientos suburbanos con dachas de verano.
- Asentamiento turístico o de servicios (en ruso: курортный посёлок), población urbana dedicada, en su mayoría, al sector turístico, hostelero y de servicios.